# 田中豊 (政治家)

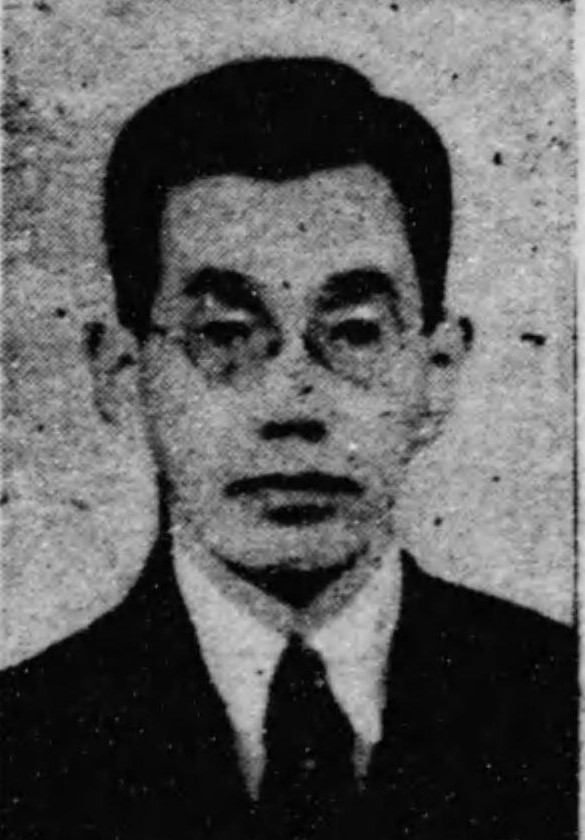
田中豊

田中 豊（たなか ゆたか、1894年（明治27年）4月12日 - 1988年（昭和63年）5月16日）は、昭和期の実業家、政治家。衆議院議員（2期）、長南町名誉町民を務めた。

## 経歴
千葉県上埴生郡庁南町（長生郡庁南町を経て現長南町）で生まれる。1912年（明治45年）千葉県立大多喜中学校（現千葉県立大多喜高等学校）を卒業した。
千葉県藁工品を設立し、埴生かます・むしろ産業の振興に尽力した。また、千葉県叺納入組合長、千葉県農水産社長、日本藁工品配給 (株) 評議員・千葉県出張所長、全国農業会千葉県藁工品事務所長、千葉運輸会長、千葉興業社長、ゆたかストアー社長、同会長などを務めた。
1947年（昭和22年）4月の第23回衆議院議員総選挙で千葉県第3区から民主党公認で出馬して当選。1949年（昭和24年）1月の第24回総選挙でも再選され、衆議院議員に連続2期在任した。この間、民主党常議員会副会長などを務めた。その後、第25回総選挙に自由党公認で立候補したが落選した。
千葉県茂原市長を務めた田中豊彦は孫。